# Ahmet Necdet Sezer
Ahmet Necdet Sezer (Afyonkarahisar, 13 de setembro de 1941) é um político turco, foi o décimo presidente de seus país, exercendo o cargo de 16 de maio de 2000 a 28 de agosto de 2007, sendo substituído por Abdullah Gül.
Foi considerado um reformista, defendendo a separação entre Estado e religião e a liberalização da economia. Ele conseguiu abolir a pena de morte e conseguiu reformar o Código Civil do país, tornando-o mais equânime em relação às mulheres.